# Mijo Mandić
Mijo Mandić (mađ: Mándity Mihály) (Kaćmar, Mađarska, 12. rujna 1857. – Subotica, 9. siječnja 1945.) je bački hrvatski novinar, učitelj i književnik. Počasni je građanin grada Subotice.
Pisao je pripovijetke i povijesne novele. Pisao je i molitvenike i udžbenike, a pamti ga se i kao autora hrvatsko-mađarskog rječnika 1880. 

Bio je učenikom i ideološkim sljedbenikom hrvatskog preporoditelja u Bačkoj, Ivana Antunovića.

## O Mandiću
Rodio se u Kaćmaru, u ugarskom dijelu Austro-Ugarske.

Osnovno i srednje školovanje je imao u rodnom Kaćmaru. U daljnjem obrazovanju mu je znatno pomogao preporoditelj bačkih Hrvata Ivan Antunović.

### Kulturni rad
Mijo Mandić je bio pokretačem, urednikom i suradnikom časopisa i dnevnika Nevena, koji je pokrenuo 15. siječnja 1884. u Baji.
Drugi veliki pravac njegovog djelovanja u području kulture je bila borba za uvođenje hrvatskog jezika u škole, čime je navukao neprijateljski stav ondašnje ugarske vlasti. 

Prosvjetne vlasti su išle dotle, da su mu 1892. uvjetovale dobivanje radnog mjesta u struci u Subotici time da se mora odreći uređivanja Nevena, lista kojeg je on pokrenuo osam godina prije. Zbog potrebe za pouzdanijim radnim mjestom, ali ne htjevši izdati interese svog naroda, prihvatio je ponudu, ali u stvarnosti je nastavio biti urednikom u Nevenu.
Kasnije je bio i suradnikom i urednikom subotičkog lista na mađarskom Szabadka és Vidéke.

Surađivao je i sa Subotičkom Danicom (za koju je pisao i pod pseudonimima).
Pripadao je struji intelektualaca među bunjevačkim Hrvatima (među ostalima su bili i Kalor Milodanović i Nikola Kujundžić), koja je smatrala da podunavski Hrvati trebaju formirati svoj književni standard utemeljen na štokavskoj ikavici. Argumentirao je to time da su tim jezikom pisali najveći dalmatinski, slavonski i podunavski pisci, kao što su primjerice Bartol Kašić, Matija Relković i Emerik Pavić.
Bio je sudionikom akcije 1913. godine, u kojoj je s Pajom Kujundžićem, Blaškom Rajićem, Stipanom Vojnićem-Tunićem i drugima poduzeo da se otvori privatna škola na hrvatskom jeziku. Išli su sa zahtjevom otvaranja privatne škole, iz razloga što ugarske vlasti, koje su vodile snažnu asimilatorsku politiku (posebice snažnu prema bunjevačkim Hrvatima), nisu uopće kazivale namjeru otvaranja državnih škola na hrvatskom jeziku. Isto je učinjeno, s druge strane, i zbog problema koje su Hrvati Bunjevci imali sa susjedima Srbima, čijim je kulturnjačkim krugovima, zadojenih velikosrpstvom, bilo važnije širenje nametanje srpske ideje, nego pomoć susjedima Hrvatima u kulturnoj i jezičnoj emancipaciji ("... novosadska "Zastava" prebacuje Srbima oko Matice srpske, što se nije povela propaganda među Bunjevcima da bi se priznali za Srbe").
Nakon 1918., jedno je vrijeme bio školskim nadzornikom i ustrojiteljem nastave za niže školstvo u Subotici.
Spasio i sačuvao veliki dio građe nekadašnjeg bibliotičko-muzejskog udruženja, kad su ga za to zadužili 1918 g. Poslije je postao direktor današnje Gradske knjižnice.
1938. je godine proglašen za počasnog građanina Subotice.

### Književni rad
Svojim djelima je ušao u antologiju proze bunjevačkih Hrvata iz 1971., sastavljača Geze Kikića, u izdanju Matice hrvatske.

## Djela
- Bunjevačko plemstvo (prilog u Subotičkoj Danici)

## Vanjske poveznice
- Hrvatski iseljenicki zbornik 2004.  Arhivirana inačica izvorne stranice od 27. rujna 2007. (Wayback Machine) Glasila - novine u bačkih Hrvata
- Croatia.ch  Arhivirana inačica izvorne stranice od 3. ožujka 2008. (Wayback Machine) Povijest hrvatskog plemstva u Bačkoj
- Croatica.hu  Arhivirana inačica izvorne stranice od 29. rujna 2007. (Wayback Machine) Glasnik
- Oktatási és Kulturális Minisztérium  Arhivirana inačica izvorne stranice od 1. lipnja 2010. (Wayback Machine) Okvirni program hrv. jezika i književnosti za dvojezične škole
- Bunjevačke[neaktivna poveznica] Školovanje uz Antunovićevu podrušku (PDF)